# Anita Pollack
Anita Pollack (n. 3 iunie 1946) este un om politic britanic, membru al Parlamentului European în perioadele 1989-1994 și 1994-1999 din partea Regatului Unit.
1. ↑  Deputații în Parlamentul European